# Cova Matinho (Kap Verde)
Cova Matinho ist ein Dorf im Osten der zu Kap Verde gehörenden Insel Fogo in unmittelbarer Nähe des aktiven Vulkans Pico do Fogo.

## Geographie und Geschichte
Cova Matinho liegt in einer Höhe von etwa 500 m.d.M. an der Ostflanke des mit 2829 m höchsten Berges der Kapverden, des Pico do Fogo. Er entstand vor rund 60 Millionen Jahren, wobei sich die heutige Kegelform der Insel bildete. Der Pico de Fogo hat mehrere Nebenkrater und brach in historischer Zeit mehrmals aus. Bei dem Ausbruch von 1951 waren zwar keine Menschenleben zu beklagen, doch wurde das Dorf Bombardeiro an der Ostküste Fogos von der Lava verschüttet. Unweit davon wurde anschließend einige Kilometer landeinwärts das Dorf Cova Matinho gegründet, dessen Häuser auf der 1951 ausgestoßenen Lava stehen. Die Lava diente in vielen Fällen als Baumaterial. Heute wird Cova Matinho von Ackerbau (vor allem Mais und Bohnen) und Viehzucht (Ziegen und einige Kühe) geprägt. Auf Fogo war früher der Anbau der Purgiernuss, aus der man ein Maschinenöl gewann, ein bedeutender Wirtschaftsfaktor – noch heute wachsen in der Umgebung von Cova Matinho zahlreiche verwilderte Sträucher dieser Art.

## Infrastruktur
Cova Matinho liegt an der gut ausgebauten Ringstraße, die um Fogo herumführt und alle wichtigen Orte verbindet. Mit der im Südwesten Fogos gelegenen Inselhauptstadt São Filipe und mit Mosteiros, der rund 15 km entfernten, zweitgrößten Ortschaft der Insel, ist São Jorge über diese Straße verbunden. Mehrmals am Tag (nicht an Sonn- oder Feiertagen) ist das Dorf mit den für die Kapverden typischen Aluguer-Bussen zu erreichen. Sie verkehren allerdings nicht nach einem festen Fahrplan, sondern fahren ab, sobald sich genügend Fahrgäste eingefunden haben.
In Cova Matinho gibt es eine Schule und Einkaufsmöglichkeiten für den täglichen Bedarf, jedoch keine Unterkünfte für Touristen.

## Sehenswürdigkeiten

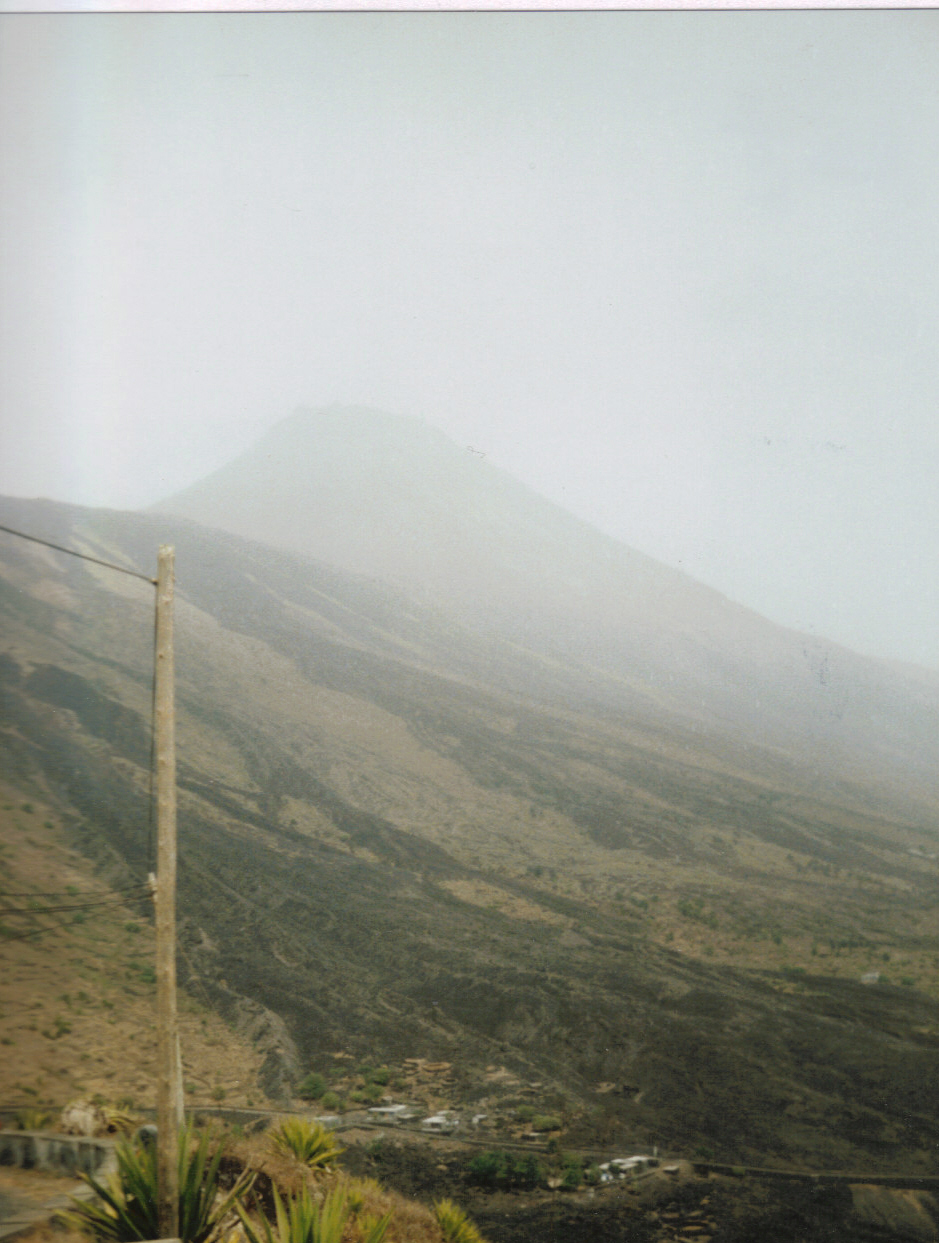
Teilansicht des Dorfes mit dem Vulkan Pico do Fogo

Unweit südlich des Dorfes, in dem viele Häuser aus dunklem Lavagestein erbaut sind, bietet sich von dem an der Ringstraße angelegten Aussichtspunkt Miradouro do Alto Espigão eine hervorragende Aussicht auf den Vulkan und den östlichen Teil der Insel Fogo. Man kann die relativ dunklen Lavaströme von 1951 gut von den helleren Lavamassen vorhergegangener Ausbrüche (1769 und 1857) unterscheiden.
Wenige Kilometer nördlich von Cova Matinho erstreckt sich an der Ostküste Fogos einer der wenigen Strände der Insel, der Strand Praia Casa mit schwarzem Sand und bizarren Felsformationen aus Basalt.